# Steve MacLean
Hélio Eduardo Castilho de Toledo da Costa Manso, conhecido como Hélio Costa Manso ou Steve MacLean, é um cantor brasileiro. Foi vocalista, guitarrista e líder do grupo de rock The Mustangs, formado em 1966 para gravar canções norte-americanas ainda não lançadas no Brasil e conhecido por sucessos como "Sunny" e "See You In September".
Em 1969, Hélio era o vocalista do grupo Sunday quando este lançou um cover de "I'm Gonna Get Married", de Lou Christie, que ficou em primeiro lugar durante várias semanas e foi incluído na trilha sonora da novela Super Plá, da extinta Rede Tupi. Com essa canção o grupo venceu em 1971 o prêmio de disco mais vendido. Foi no Sunday que Hélio conheceu a esposa Vivian Costa Manso, também integrante e vocalista. Mais tarde Manso seguiu carreira solo e adotou o nome de Steve MacLean. No final da década de 1970 fez sucesso com "Air For a Great Love" e "True Love". A última canção foi tema de O Grito (telenovela) da TV Globo em 1975, e Manso emplacou outro sucesso logo em seguida, "Sweet Sounds Oh Beautiful Music", da novela Locomotivas, TV Globo, em 1977.
Foi diretor da RGE e, depois, tornou-se diretor da Som Livre, cargo que ocupou durante vários anos. Manso teve canções de sua autoria incluídas na trilha sonora de Hit Parade, série de André Barcinski que estreou em 2021 no Canal Brasil.